# Henry Braham
Henry Braham (30 oktober 1965) is een Britse cameraman.

## Loopbaan
Braham is sinds het begin van de jaren negentig cameraman (Director of photography) voor film en televisie. Zijn oeuvre omvat meer dan 25 producties, waaronder een aantal korte films. Braham was verantwoordelijk voor het camerawerk voor de eerste drie films van Kirk Jones. Hij werkt ook als cameraman voor commercials en videoclips.
In 2002 ontving hij een Emmy voor zijn werk aan de miniserie Shackleton over de ontdekkingsreiziger Ernest Shackleton. Het jaar daarop ontving hij een nominatie voor de BAFTA TV Award. In 2007 werd hij genomineerd voor de Satellite Award voor zijn bijdrage aan The Golden Compass. Braham is sinds 1998 lid van British Society of Cinematographers.
Braham is getrouwd met de filmproducent Glynis Murray.

## Filmografie

### Films
- Soft Top Hard Shoulder (1992)
- Solitaire for 2 (1994)
- For Roseanna (1997)
- Shooting Fish (1997)
- The Land Girls (1998)
- Waking Ned (1998)
- The Invisible Circus (2001)
- Crush (2001)
- Bright Young Things (2003)
- Nanny McPhee (2005)
- Flyboys (2006)
- The Golden Compass (2007)
- Everybody's Fine (2009)
- The Legend of Tarzan (2016)
- Guardians of the Galaxy Vol. 2 (2017)
- Georgetown (2019)
- Maleficent: Mistress of Evil (2019)
- The Suicide Squad (2021)
- The Guardians of the Galaxy Holiday Special (2022)
- Guardians of the Galaxy Vol. 3 (2023)
- The Flash (2023)
- Road House (2024)
- Superman (2025)

### Televisie
- Giving Tongue (1996)
- The Comic Strip Presents... (1998)
- Shackleton (2002)
- 10 Minute Tales (2009)
- The Bastard Executioner (2015)